# L'altare dei desideri
L'altare dei desideri (Altars of Desire) è un film muto del 1927 diretto da William Christy Cabanne (Christy Cabanne). Il film è presumibilmente perduto.

## Trama
Claire Sutherland, una semplice ragazza americana viene spedita dal padre a Parigi per acquisire le buone maniere. In Francia, la bella americanina acquisisce modi eleganti, si fa un guardaroba all'ultima moda e si infatua di un conte. Ritornata in patria insieme a lui, Claire sfoggia le sue conquiste ma è indispettita da David, un giovanotto che comincia a interessarla ma che sembra poco propenso a prestarle alcuna attenzione. Quando scopre che il conte è già sposato, Claire si rende conto di amare David: i due innamorati si chiariscono e tutto finisce felicemente.

## Produzione
Il film fu prodotto dalla MGM.

## Distribuzione
Il film uscì nelle sale statunitensi il 5 febbraio 1927, distribuito dalla MGM. In Finlandia, venne distribuito il 25 aprile 1928; in Spagna prese il titolo Altares del deseo.
La pellicola viene considerata presumibilmente perduta.